# Irina Ilínskaya
Irina Alekséievna Ilínskaya (transliteración del cirílico ruso Ирина Алексеевна Ильинская; 1921 - 2011) fue una paleobotánica, botánica, exploradora, y profesora rusa.
En su extensa carrera científica, realizó exploraciones botánicas por Rusia, Cuba, Indias Occidentales, consiguiendo identificar y clasificar más de 45 especies, las que publicó habitualmente en : Bot. Mater. Gerb. Bot. Inst. Komarova Akad. Nauk S.S.S.R.; Zametki Sist. Geogr. Rast.; Fl. URSS, ed. Komarov; Fl. Turkmen.; Not. Syst. Herb. Hort. Petrop.; Grossheim, Fl. Kavkaza; Bull. Jard. Bot. Acad. Sc. URSS; Bot. Mater. Gerb. Bot. Inst. Bot. Acad. Nauk Kazakhsk. S.S.R.; Sovetsk. Bot.; Mat. Commis. Research Exped. Acad. Sc.; Delect. Sem. Hort. Bot. Sect. Tadshik. Akad. Sc. URSS; Animadvers. Syst. Herb. Univ. Tomsk.; Journ. Bot. URSS; Izvest. Tadzhik. Baz. Akad. Nauk SSSR, Bot.; Repert. Spec. Nov. Regni Veg.

## Algunas publicaciones
- 1990. On the taxonomy and phylogeny of the Juglandaceae family. Botanicheskii Zhurnal SSSR 75: 792–803

- 1968. Neogene Floras of the Transcarpathian Region: (summary). 106 pp.

- 1953. A monograph of the genus Pterocarya. Trudy Bot. Inst. Akad. Nauk SSSR, 1st ser. 10: 7123 (en ruso)
- La abreviatura «Iljinsk.» se emplea para indicar a Irina Ilínskaya como autoridad en la descripción y clasificación científica de los vegetales.[2]